# 斯波持種
斯波 持種（しば もちたね）は室町時代中期の武将。斯波氏の有力一族・斯波満種の嫡男で、母は京極氏の娘。

## 生涯

### 斯波民部少輔家（斯波大野家）
応永20年（1413年）、加賀守護斯波満種の嫡男として生まれる。持種の生まれた斯波氏は越前においては越前大野郡を武衛家（越前守護）より任されていたために「大野殿（大野家）」とも呼ばれ、斯波氏宗家である武衛家の有力な分家としてさらに加賀の守護職を相伝し、本家である武衛家に次ぐ有力な斯波氏一門として勢力を持っていた。
しかし、持種の生まれた翌年に父が4代将軍足利義持の勘気を蒙り加賀守護職を奪われて高野山へ逐電してしまい、加賀守護としての斯波氏（加賀斯波氏）はここで終焉を迎えてしまうことになった。
残された持種であったが、京都に於いて将軍・足利義持から偏諱（「持」の字）を賜り、斯波大野家代々の民部少輔に任官していることから名門・管領斯波武衛家に繋がる者として、幕府からも粗略な扱いは受けなかったようである。やがて成長した持種は武衛家一門の有力者として武衛家家中で大きな発言力を持つようになる。
永享の乱では、斯波氏を代表して関東に出陣し、駿河守護今川範忠らと共に鎌倉公方足利持氏と戦った。しかし、その直後の嘉吉元年（1428年）に元遠江守護の流れを汲む今川貞秋が遠江奪還を目指して挙兵をしたため、これを攻め滅ぼした（『斯波家譜』には「駿河国乃守護今川左衛門佐」と記されているが、今川範忠は左衛門佐に任じられたことはなく、左衛門佐は貞秋の官途受領名である）。

### 武衛家の混乱
この頃の斯波氏は斯波義淳・義豊父子が相次いで没し、さらに義郷、義健と短命の当主が続き、自然に斯波氏の長老として持種の存在感が大きくなり、武衛家家中の指揮を執る立場となっていった。
この持種と対立したのが斯波氏代々の執事で越前守護代ある甲斐氏の甲斐将久（常治）であった。常治は持種と共に武衛家当主の後見人となり、幕府の命令で大和永享の乱と永享の乱で大和・関東に出陣していたが、筆頭家臣として武衛家一族や他の家臣からみれば傍若無人な振る舞いが目立つ存在であり、両者が対立するのは必然であったといえる。常治が越前で斯波氏領国支配を推し進めていた焦りもあり、甲斐氏に反感を持つ越前国人は持種につき、後の合戦の対立構図が出来上がっていく。
文安3年（1446年）9月、持種は加賀へ出兵。守護職を巡って対立している富樫氏の当事者の1人富樫泰高に肩入れした。泰高の甥成春を追放したが、斯波方にも多くの死傷者を出している（加賀両流文安騒動）。この時から持種と常治の対立が発生。加賀復帰を狙った持種に将久が反対した事が原因と見られている。
その後、斯波義健が僅か18歳で夭逝すると、武衛家当主に持種の長男である義敏が据えられた。このことで持種・義敏父子と常治の対立は激化し、長禄2年（1458年）、ついに長禄合戦をもって両者は激突する。この合戦で持種・義敏父子は敗北し失脚。孫で義敏の子息松王丸が当主となるも、間もなく松王丸も家督を廃され、代わって渋川義鏡の子義廉が武衛家当主となることとなった。ところが、その後、伊勢貞親の働きかけで義敏が赦免されて、寛正6年（1465年）12月には義敏が将軍足利義政と対面して正式に赦免された際には持種も同席している（『大乗院寺社雑事記』には29日、『蔭涼軒日録』には30日のこととする）。翌文正元年（1466年）には義敏の斯波氏家督と守護復帰が決定されて8月25日には持種も義敏に従って義政に拝謁しているが（『蔭涼軒日録』）、直後に発生した文正の政変によって義敏は再び追放されて義廉が復帰する。一連の騒動を武衛騒動という。

### 応仁の乱
やがてこの斯波氏の混乱に将軍家・畠山氏の家督争いが絡み応仁の乱が起こると、義敏・松王丸と共に東軍に属し越前の奪還を目指して戦うことになる。しかしながら一度凋落を始めた斯波氏の権威は容易に取り戻せるものではなく、甲斐氏の次に頭角を現した朝倉孝景によって越前の攻略が推し進められる中、持種は応仁の乱で混迷極める文明7年（1475年）、63歳の生涯を閉じた。その後の斯波民部少輔家（大野家）は義敏の弟である斯波義孝が継いだ。